# Jacques Anquetil
Jacques Anquetil (Mont-Saint-Aignan, 8 gennaio 1934 – Rouen, 18 novembre 1987) è stato un ciclista su strada e pistard francese.
Vincitore di cinque Tour de France, è anche uno dei soli sette corridori (il primo in ordine cronologico) ad essere riuscito ad imporsi in ciascuno dei tre maggiori giri nazionali (oltre al Tour de France, anche il Giro d'Italia e la Vuelta a España).  Vinse anche nella stessa stagione (1964) il Giro d'Italia e il Tour de France, impresa prima di lui riuscita al solo Fausto Coppi, divenendo inoltre dodici mesi prima il primo (seguito successivamente da Bernard Hinault e Chris Froome) a trionfare al Tour e alla Vuelta nello stesso anno.

## Carriera
Fu uno dei più grandi ciclisti di tutti i tempi. Professionista dal settembre del 1953 (a soli 19 anni) al 1969 con 205 vittorie.

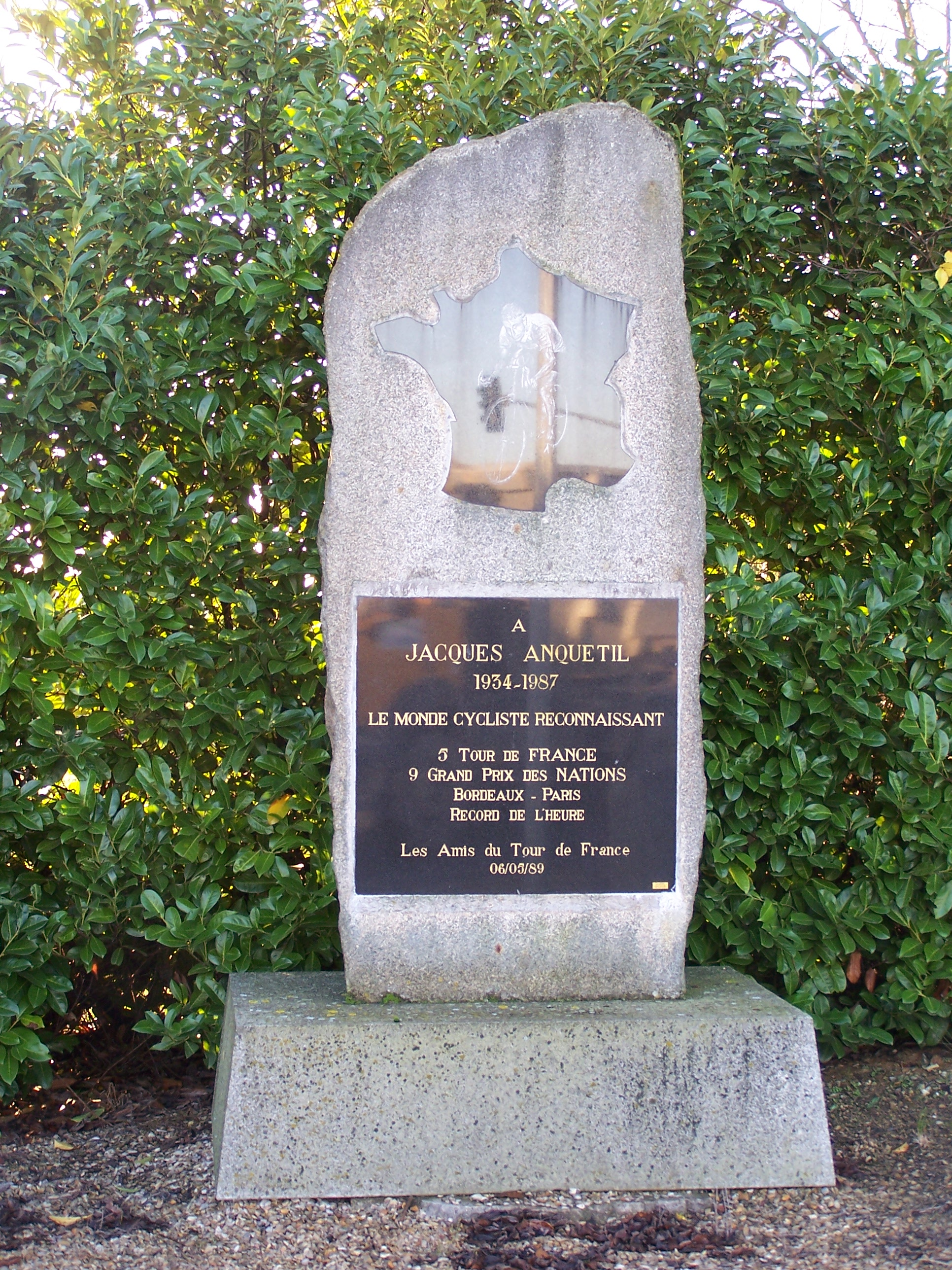
Stele in memoria di Jacques Anquetil a Châteaufort (Yvelines, Francia)

Viene considerato dagli esperti uno dei più forti cronoman della storia del ciclismo, essendosi messo in luce fin dal giorno che, ancora diciannovenne, partecipò nel settembre 1953 al Grand Prix des Nations, gara di 140 km a cronometro, e vinse con più di 6 minuti di vantaggio sul secondo classificato.  Egli fece sua ben nove volte (le prime sei consecutivamente, dal 1953 al 1958) questa prova, che allora era considerata un informale campionato del mondo a cronometro.  In tutto, ha vinto nella sua carriera ben 60 prove a cronometro contro avversari tra i più qualificati.
La sua evidente potenza nel mulinare i lunghi rapporti è stata alla base di molte delle 26 vittorie nelle gare a tappe che fanno parte del suo bottino. È indubbia la sua caratteristica di corridore tattico, e talvolta poco spettacolare, che gli ha consentito di vincere più volte nei grandi Giri. Egli in genere ha costruito le sue maggiori vittorie con una costante supremazia, a volte schiacciante, nelle tappe a cronometro. Tuttavia spesso ha vinto o ha fatto registrare grandi performance anche in tappe di montagna molto selettive, per cui in definitiva la sua arma migliore è stata la sua regolarità su tutti i terreni. Miguel Indurain è forse il ciclista che più si è approssimato al suo profilo nei decenni successivi.
La sua specializzazione nelle gare a tappe ha frenato la ricerca della vittoria nelle classiche di un giorno, cosicché soltanto le prestigiose classiche Gand-Wevelgem, Liegi-Bastogne-Liegi e Bordeaux-Parigi fanno spicco nel suo palmarès. Anquetil nel 1956 lanciò la sfida al record dell'ora di Fausto Coppi. La prima volta fallì, ma al secondo tentativo diventò primatista con km 46,159. Anquetil fu a sua volta superato qualche mese più tardi da Ercole Baldini, con km 46,393. Non essendo un velocista, non conquistò mai la maglia di campione del mondo, anche se ci andò vicino nel 1966, anno in cui arrivò secondo battuto dal tedesco Rudi Altig. Fu decorato con la Legion d'Onore il 5 ottobre dello stesso anno.
Erede di Louison Bobet, fu antagonista di Fausto Coppi, ormai anziano, e di Charly Gaul e Federico Bahamontes, specialisti della salita. A cavallo degli anni sessanta, la sua popolarità dovette fare i conti con corridori più spettacolari provenienti dall'Italia, Francia e Belgio, come Ercole Baldini, André Darrigade e Rik Van Looy. Suo grande rivale in Francia è stato Raymond Poulidor, "l'eterno secondo", con il quale ha intavolato memorabili duelli. Quello più famoso e drammatico ebbe luogo al Tour del 1964, che vide Anquetil prevalere su Poulidor dopo alterne vicende, per soli 55".
Importantissimo fu il suo sodalizio con Raphaël Géminiani, un grande campione degli anni cinquanta, che in qualità di direttore tecnico lo seguì dal 1962 al 1969, illuminandolo nelle tattiche di gara e nelle scelte della carriera. Forse avrebbe potuto cogliere ancora più successi, ma era incline alle distrazioni e agli eccessi: certamente non lo agevolarono una vita privata piuttosto movimentata e abitudini alimentari molto diverse da quelle abitualmente adottate dagli sportivi. Finita la carriera da ciclista, è stato commissario tecnico della nazionale francese ai mondiali. Un cancro allo stomaco mise fine prematuramente alla sua vita. Jacques Anquetil morì nel 1987 e venne sepolto nel cimitero di Quincampoix.

## Palmarès

### Strada
- 1952

Campionati francesi, Prova in linea dilettanti
- 1953 (La Française, cinque vittorie)

Rouen-Lisieux-Rouen
Grand Prix des Nations (cronometro)
2ª tappa Tour de la Manche (Avranches > Avranches, cronometro)
Classifica generale Tour de la Manche
Gran Premio Vanini - Lugano (cronometro)
- 1954 (La Perle, tre vittorie)

Grand Prix des Nations (cronometro)
5ª tappa Parigi-Nizza (Cannes > Nizza, cronometro)
Gran Premio Vanini - Lugano (cronometro)
- 1955 (La Perle, tre vittorie)

Grand Prix des Nations (cronometro)
6ª tappa Tour du Sud-Est (Annecy > Gap)
Gran Premio Martini (cronometro)
- 1956 (Bianchi & Helyett, quattro vittorie)

Rouen-les-Essarts
Caen
Grand Prix des Nations (cronometro)
Gran Premio Martini (cronometro)
- 1957 (Bianchi & Helyett, dodici vittorie)

Grand Prix des Nations (cronometro)
Challenge Sedis
GP d'Europa
5ª tappa, 1ª semitappa Parigi-Nizza (Alès > Uzès, cronometro)
Classifica generale Parigi-Nizza
3ª tappa, 2ª semitappa Tour de France (Caen > Rouen) (cronometro)
9ª tappa Tour de France (Besançon > Thonon-les-Bains)
15ª tappa, 2ª semitappa Tour de France (Circuito del Montjuïc) (cronometro)
20ª tappa Tour de France (Bordeaux > Libourne)
Classifica generale Tour de France
Gran Premio Martini (Cronometro)
La Roue d'Or - Daumesnil
- 1958 (Helyett, otto vittorie)

Grand Prix des Nations (cronometro)
5ª tappa, 1ª semitappa Parigi-Nizza (Uzès > Vergèze, cronometro)
4ª tappa Quatre Jours de Dunkerque (Dunkerque > Dunkerque, cronometro)
Classifica generale Quatre Jours de Dunkerque
La Roue d'Or - Daumesnil
Classifica generale Grand Prix Marvan
Gran Premio Martini (cronometro)
Gran Premio Campari - Lugano (cronometro)
- 1959 (Helyett, sette vittorie)

5ª tappa, 1ª semitappa Parigi-Nizza (Uzès > Vergèze, cronometro)
4ª tappa Quatre Jours de Dunkerque (Dunkerque, cronometro)
Classifica generale Quatre Jours de Dunkerque
2ª tappa Giro d'Italia (Salsomaggiore Terme, cronometro)
19ª tappa Giro d'Italia (Torino > Susa, cronometro)
Gran Premio Martini (cronometro)
Gran Premio Campari - Lugano (cronometro)
- 1960 (Helyett, sei vittorie)

4ª tappa, 2ª semitappa Tour de Romandie (Morges > Nyon) (cronometro)
9ª tappa, 2ª semitappa Giro d'Italia (Carrara > Cave di Carrara, cronometro)
14ª tappa Giro d'Italia (Seregno > Lecco, cronometro)
Classifica generale Giro d'Italia
Trofeo Tendicollo Universal (cronometro)
Gran Premio Campari - Lugano (cronometro)
- 1961 (Helyett, undici vittorie)

Critérium National de la Route (cronometro)
Grand Prix des Nations (cronometro)
6ª tappa, 1ª semitappa Parigi-Nizza (Beaucaire > Vergèze, cronometro)
Classifica generale Parigi-Nizza
Trofeo Tendicollo Universal (cronometro)
2ª tappa, 2ª semitappa Tour de Romandie (Bulle > Friburgo, cronometro)
9ª tappa Giro d'Italia (Castellana Grotte > Bari, cronometro)
1ª tappa, 2ª semitappa Tour de France (Versailles > Versailles, cronometro)
19ª tappa Tour de France (Bergerac > Périgueux, cronometro)
Classifica generale Tour de France
Gran Premio Campari - Lugano (cronometro)
- 1962 (Saint-Raphaël, sei vittorie)

3ª tappa Tour du Var (Fréjus > Saint-Raphaël)
8ª tappa, 2ª semitappa Tour de France (Luçon > La Rochelle, cronometro)
20ª tappa Tour de France (Bourgoin > Lione, cronometro)
Classifica generale Tour de France
Circuit de l'Aulne
Trofeo Baracchi (cronometro, con Rudi Altig)
- 1963 (Saint-Raphaël, quattordici vittorie)

2ª tappa, 2ª semitappa Critérium National de la Route  (Montlhéry > Montlhéry, cronometro)
Classifica generale Critérium National de la Route
6ª tappa, 1ª semitappa Parigi-Nizza (Montpellier > Vergèze, cronometro)
Classifica generale Parigi-Nizza
3ª tappa Tour du Var (Fréjus > Saint-Tropez)
1ª tappa, 2ª semitappa Vuelta a España (Mieres > Gijón, cronometro)
Classifica generale Vuelta a España
6ª tappa, 1ª semitappa Critérium du Dauphiné Libéré (Avignone > Bollène, cronometro)
Classifica generale Critérium du Dauphiné Libéré
6ª tappa, 2ª semitappa Tour de France (Angers, cronometro)
10ª tappa Tour de France (Pau > Bagnères de Bigorre)
17ª tappa Tour de France (Val d'Isère > Chamonix)
19ª tappa Tour de France (Arbois > Besançon, cronometro)
Classifica generale Tour de France
- 1964 (Saint-Raphaël, nove vittorie)

1ª tappa Critérium National de la Route (Revel > Revel)
Gand-Wevelgem
5ª tappa Giro d'Italia (Baganzola > Busseto, cronometro)
Classifica generale Giro d'Italia
9ª tappa Tour de France (Briançon > Monaco)
10ª tappa, 2ª semitappa Tour de France (Hyères > Tolone, cronometro)
17ª tappa Tour de France (Peyrehorade > Bayonne, cronometro)
22ª tappa, 2ª semitappa Tour de France (Versailles > Parigi, cronometro)
Classifica generale Tour de France
- 1965 (Ford France, quindici vittorie)

2ª tappa, 2ª semitappa Critérium National de la Route (Revel > Revel, cronometro)
Classifica generale Critérium National de la Route
Grand Prix des Nations (cronometro)
Bordeaux-Parigi
6ª tappa, 1ª semitappa Parigi-Nizza (Pont-Saint-Esprit > Bagnols-sur-Cèze, cronometro)
Classifica generale Parigi-Nizza
Le Mont Faron – Chrono
3ª tappa Critérium du Dauphiné Libéré (Saint-Étienne > Oyonnax)
5ª tappa Critérium du Dauphiné Libéré (Thonon-les-Bains > Chambéry)
7ª tappa, 2ª semitappa Critérium du Dauphiné Libéré (Saint-Marcellin > Romans-sur-Isère, cronometro)
Classifica generale Critérium du Dauphiné Libéré
Gran Premio di Castrocaro Terme (cronometro)
Manx Premier Trophy
Gran Premio Cynar - Lugano (cronometro)
Trofeo Baracchi (cronometro, con Jean Stablinski)
- 1966 (Ford France, sei vittorie)

Classifica generale Giro di Sardegna
Liegi-Bastogne-Liegi
Grand Prix des Nations (cronometro)
8ª tappa Parigi-Nizza (Antibes > Nizza)
Classifica generale Parigi-Nizza
6ª tappa, 2ª semitappa Volta Ciclista a Catalunya (Sant Feliu de Llobregat > Lloret de Mar, cronometro)
- 1967 (Bic, quattro vittorie)

Critérium National de la Route (cronometro)
Circuit de la Forêt de la Joux
7ª tappa, 2ª semitappa Volta Ciclista a Catalunya (Figueres > Estarlit)
Classifica generale Volta Ciclista a Catalunya
- 1968 (Bic, quattro vittorie)

Circuit de l'Aulne
Gran Prix du Petit Varois
Trofeo Baracchi (cronometro, con Felice Gimondi)
Maël-Pestivien
- 1969 (Bic, una vittoria)

Classifica generale Vuelta al País Vasco

#### Altri successi
- 1951

Pont-Audemer
Grand Prix Maurice Latour
- 1952

Championship of Normandie
Grand Prix de France Time Trial
- 1953 (La Française)

Classifica generale Maillot des As
Trophée Gentil
- 1954 (La Perle)

Plonéour-Lanvern (Criterium)
Brasschaat (Criterium)
- 1955 (La Perle)

Critérium des Boulevards
Bol d'or des Monédières/Tulle (Criterium)
Critérium di Frejus
Critérium di Rouen
- 1956 (Bianchi & Helyett)

Circuit du Trégor
Critérium di Bellagarde
Sallanches (Criterium)
Nantua (Criterium)
Chateau-Chinon-Ville (Criterium)
- 1957 (Bianchi & Helyett)

Algeri (Criterium)
Huy (Criterium)
Langon (Criterium)
- 1958 (Helyett)

Decize (Criterium)
Grand Prix de Rousies
Criterium di Villareal
Chateau-Chinon-Ville (Criterium)
2ª tappa GP Marvan (Aalst, cronosquadre)
- 1959 (Helyett)

Azencriterium (Critérium des As)
Trofeo Longines (cronosquadre)
Yvetot (Criterium)
Saint-Servan (Criterium)
GP Ouagadougou (Criterium)
- 1960 (Helyett)

Évreux (Criterium)
Azencriterium (Critérium des As)
Les Avenières (Criterium)
Romans-sur-Isère (Criterium)
Sallanches (Criterium)
Trophée Gentil
Chateau-Chinon-Ville (Criterium)
- 1961 (Helyett)

2ª tappa Criterium di Caen
Classifica generale Criterium di Caen
Annemasse (Criterium)
Moulins-Engilbert (Criterium)
Tolone (Criterium)
Challenge Pernod
- 1962 (Saint-Raphaël)

Bol d'or des Monédières/Tulle (Criterium)
Ronde Mayennaise (Criterium)
Quimper (Criterium)
Vichy (Criterium)
Vienne (Criterium)
5ª tappa Vuelta a España (Benidorm, cronosquadre)
- 1963 (Saint-Raphaël)

Circuit d'Auvergne (Criterium)
Azencriterium (Critérium des As)
Ferrière-la-Grande (Criterium)
Sallanches (Criterium)
Trophée Gentil
Criterium di Oradour-sur-Glane
Criterium di Quillan
Chateau-Chinon-Ville (Criterium)
Bussières (Criterium)
Challenge Pernod
- 1964 (Saint-Raphaël)

Évreux (Criterium)
Alençon (Criterium)
Commentry (Criterium)
Graignes (Criterium)
La Châtaigneraie (Criterium)
Oradour-sur-Glane (Criterium)
Quiberon (Criterium)
Saussignac (Criterium)
Criterium di Bain-de-Bretagne
Criterium di Castillon-la-Bataille
- 1965 (Ford France)

Arras (Criterium)
Châteaugiron (Criterium)
Challenge Sedis (Criterium)
Azencriterium (Critérium des As)
Gouesnou (Criterium)
La Limouzinière (Criterium)
Meaux (Criterium)
G.P. de Saint-Hilaire-du-Harcouët/Circuit Moulin de Virey (Criterium)
Criterium di Saint-Hilaire-les-Places
Criterium di Soissons
Criterium di Vichy
Prix Martini
Challenge Pernod
- 1966 (Ford France)

Boulogne-sur-Mer (Criterium)
La Limouzinière (Criterium)
Miramas (Criterium)
Pléaux (Criterium)
G.P. de Saint-Hilaire-du-Harcouët/Circuit Moulin de Virey (Criterium)
Challenge Pernod
- 1967 (Bic)

Auxerre (Criterium)
Censeau (Criterium)
Brette-les-Pins (Criterium)
Flers-de-l'Orne (Criterium)
- 1968 (Bic)

Ronde d'Aix-en-Provence (Criterium)
La Rochelle (Criterium)
Circuit des genêts verts (Criterium)
Prix du Pays de Montbéliard Agglomeration
Saint-Claud (Criterium)
Soissons (Criterium)
Prix de la Libération (Criterium)
Périers (Criterium)
- 1969 (Bic)

Bourg (Criterium)
Bourg-en-Bresse (Criterium)
Châteaugiron (Criterium)
Route Bretonne (Criterium)
Londinières (Criterium)
Rouen (Criterium)
Saint-Just (Criterium)
Saint-Thomas-de-Cônac (Criterium)
Sarreguemines (Criterium)
Criterium di La Gacilly
Vayrac (Criterium)
Curac (Criterium)
La Clayette (Criterium)
Flers-de-l'Orne (Criterium)

### Pista
- 1955

Campionati francesi, Inseguimento individuale
- 1956

Record dell'ora (46,159 km)
Campionati francesi, Inseguimento individuale
- 1957

Sei giorni di Parigi (con André Darrigade e Ferdinando Terruzzi)
- 1958

Sei giorni di Parigi (con André Darrigade e Ferdinando Terruzzi)

## Piazzamenti

### Grandi Giri
- Giro d'Italia

1959: 2º
1960: vincitore
1961: 2º
1964: vincitore
1966: 3º
1967: 3º
- Tour de France

1957: vincitore
1958: ritirato (23ª tappa)
1959: 3º
1961: vincitore
1962: vincitore
1963: vincitore
1964: vincitore
1966: ritirato (19ª tappa)
- Vuelta a España

1962: ritirato (17ª tappa)
1963: vincitore

### Classiche monumento
- Milano-Sanremo

1956: 12º
1957: 17º
1958: 10º
1960: 23º
1961: ritirato
1963: ritirato
- Giro delle Fiandre

1960: 14º
- Parigi-Roubaix

1954: 53º
1955: 15º
1956: 31º
1957: 25º
1958: 14º
1959: 24º
1960: 8º
1961: 60º
1962: 31º
1964: ritirato
1965: 16º
1967: ritirato
- Liegi-Bastogne-Liegi

1964: ritirato
1966: vincitore
1968: 4º
- Giro di Lombardia

1957: 23º
1958: 12º
1959: 21º
1960: 34º
1961: 17º
1965: 8º
1966: 4º

### Competizioni mondiali
- Campionati del mondo su strada

Lussemburgo 1952 - In linea dilettanti: 10º
Solingen 1954 - In linea: 5º
Frascati 1955 - In linea: 6º
Waregem 1957 - In linea: 6º
Reims 1958 - In linea: ritirato
Zandvoort 1959 - In linea: 9º
Karl-Marx-Stadt 1960 - In linea: 9º
Berna 1961 - In linea: 13º
Salò 1962 - In linea: 15º
Ronse 1963 - In linea: 14º
Sallanches 1964 - In linea: 7º
San Sebastián 1965 - In linea: ritirato
Nurburgring 1966 - In linea: 2º
Imola 1968 - In linea: 11º
Zolder 1969 - In linea: 40º
- Campionati del mondo su pista

Copenaghen 1956 - Inseguimento individuale: 2º
- Giochi olimpici

Helsinki 1952 - In linea: 12º
Helsinki 1952 - Cronosquadre: 3º

### Competizioni europee
- Campionati europei

Germania 1962 - Omnium endurance: 6°

## Riconoscimenti
- Trophée Edmond Gentil nel 1953, 1969 e 1963
- Medaglia d'oro dell'Accademia dello Sport nel 1957
- Super Prestige Pernod International nel 1961, 1963, 1965 e 1966
- Sportivo internazionale della BBC nel 1963
- Campione di Francia de L'Equipe nel 1963
- Premio Henry Deutsch de la Meurthe dell'Accademia dello Sport nel 1963
- Inserito tra le Gloires du cyclisme
- Inserito nel Gloire du Sport
- Inserito nella Top 25 della Cycling Hall of Fame